# Linea Seishin-Yamate
La linea Seishin-Yamate (西神山手線?, Seishin-Yamate-sen) o linea Verde è una delle due linee della metropolitana di Kōbe nella città omonima in Giappone. La linea collega il centro con i sobborghi a ovest. La linea è ufficialmente divisa in 3 tratte, la linea Yamate, la linea Seishin e la linea Seishin-enshin, ma di fatto tutti i treni percorrono tutti e tre i tratti consecutivamente. Alcuni treni proseguono sulla ferrovia Hokushin Kyūkō, e le stazioni sono numerate con la lettera S.

## Storia
I lavori per la costruzione della linea sono iniziati nel 1971 con l'apertura della tratta da Shin-Nagata a Myōdani nel 1977. L'estensione a Ōgurayama è stata completata nel 1983, e due anni dopo a Shin-Kōbe. Il 18 gennaio 1995 la metropolitana è stata danneggiata dal Grande terremoto di Kobe e la riapertura completa è avvenuta a tratte entro il 21 luglio dello stesso anno.

## Fermate
| Linea          | Numero                                   | Stazione                      | Giapponese | Distanza | Distanza da Shin-Kōbe | Collegamenti                                 | Posizione     |
| -------------- | ---------------------------------------- | ----------------------------- | ---------- | -------- | --- | -------------------------------------------- | ------------- |
| Linea Hokushin | S01                                      | Tanigami                      | 谷上       | (7.5)    | (7.5) | Linea Arima                                  | Kita-ku       |
| Linea Hokushin | S02                                      | Shin-Kōbe                     | 新神戸     | -        | 0.0 | West Japan Railway Company: Sanyō Shinkansen | Chūō-ku       |
| Linea Yamate   | S02                                      | Shin-Kōbe                     | 新神戸     | -        | 0.0 | West Japan Railway Company: Sanyō Shinkansen | Chūō-ku       |
| S03            | Sannomiya                                | 三宮                          | 1.3        | 1.3      | Linea Kaigan (K01) ● Linea Hankyu Kobe ● Linea Kōbe Kōsoku ● Linea principale Hanshin ● Linea Port Island (P01) Stazione di Sannomiya (JR West) ■ Linea principale Tōkaidō (Linea JR Kōbe) |                                              | Chūō-ku       |
| S04            | Kenchōmae                                | 県庁前                        | 0.9        | 2.2      | |                                              | Chūō-ku       |
| S05            | Ōkurayama (Minatogawa jinja mae)         | 大倉山 （湊川神社前）         | 1.1        | 3.3      | |                                              | Chūō-ku       |
| S06            | Minatogawa-kōen (Kawasaki byōin mae)     | 湊川公園 （川崎病院前）       | 1.0        | 4.3      | Linea Arima Linea Kōbe Kōsoku (Minatogawa) | Hyōgo-ku                                     |               |
| S07            | Kamisawa                                 | 上沢                          | 1.0        | 5.3      | | Hyōgo-ku                                     |               |
| S08            | Nagata (Nagata jinja mae)                | 長田（長田神社前）            | 0.8        | 6.1      | Linea Kōbe Kōsoku (Kōsoku Nagata) | Nagata-ku                                    |               |
| S09            | Shin-Nagata (Tetsujin 28 gō mae)         | 新長田 （鉄人28号前）         | 1.5        | 7.6      | Linea Kaigan (K10) Linea principale San'yō (Linea JR Kōbe) | Nagata-ku                                    |               |
| S09            | Shin-Nagata (Tetsujin 28 gō mae)         | 新長田 （鉄人28号前）         | 1.5        | 7.6      | Linea Kaigan (K10) Linea principale San'yō (Linea JR Kōbe) | Nagata-ku                                    | Linea Seishin |
| S10            | Itayado (Takigawa chūgaku kōtōgakkō mae) | 板宿 （滝川中学・高等学校前） | 1.2        | 8.8      | Linea Sanyō principale | Suma-ku                                      |               |
| S11            | Myōhōji                                  | 妙法寺                        | 2.9        | 11.7     | | Suma-ku                                      |               |
| S12            | Myōdani                                  | 名谷                          | 1.6        | 13.3     | | Suma-ku                                      |               |
| S12            | Myōdani                                  | 名谷                          | 1.6        | 13.3     | Linea Seishin-enshin | Suma-ku                                      |               |
| S13            | Sōgō Undō Kōen                           | 総合運動公園                  | 1.8        | 15.1     | | Suma-ku                                      |               |
| S14            | Gakuen-Toshi                             | 学園都市                      | 1.7        | 16.8     | | Nishi-ku                                     |               |
| S15            | Ikawadani                                | 伊川谷                        | 1.6        | 18.4     | | Nishi-ku                                     |               |
| S16            | Seishin-minami                           | 西神南                        | 1.7        | 20.1     | | Nishi-ku                                     |               |
| S17            | Seishin-chūō                             | 西神中央                      | 2.6        | 22.7     | | Nishi-ku                                     |               |

## Materiale rotabile

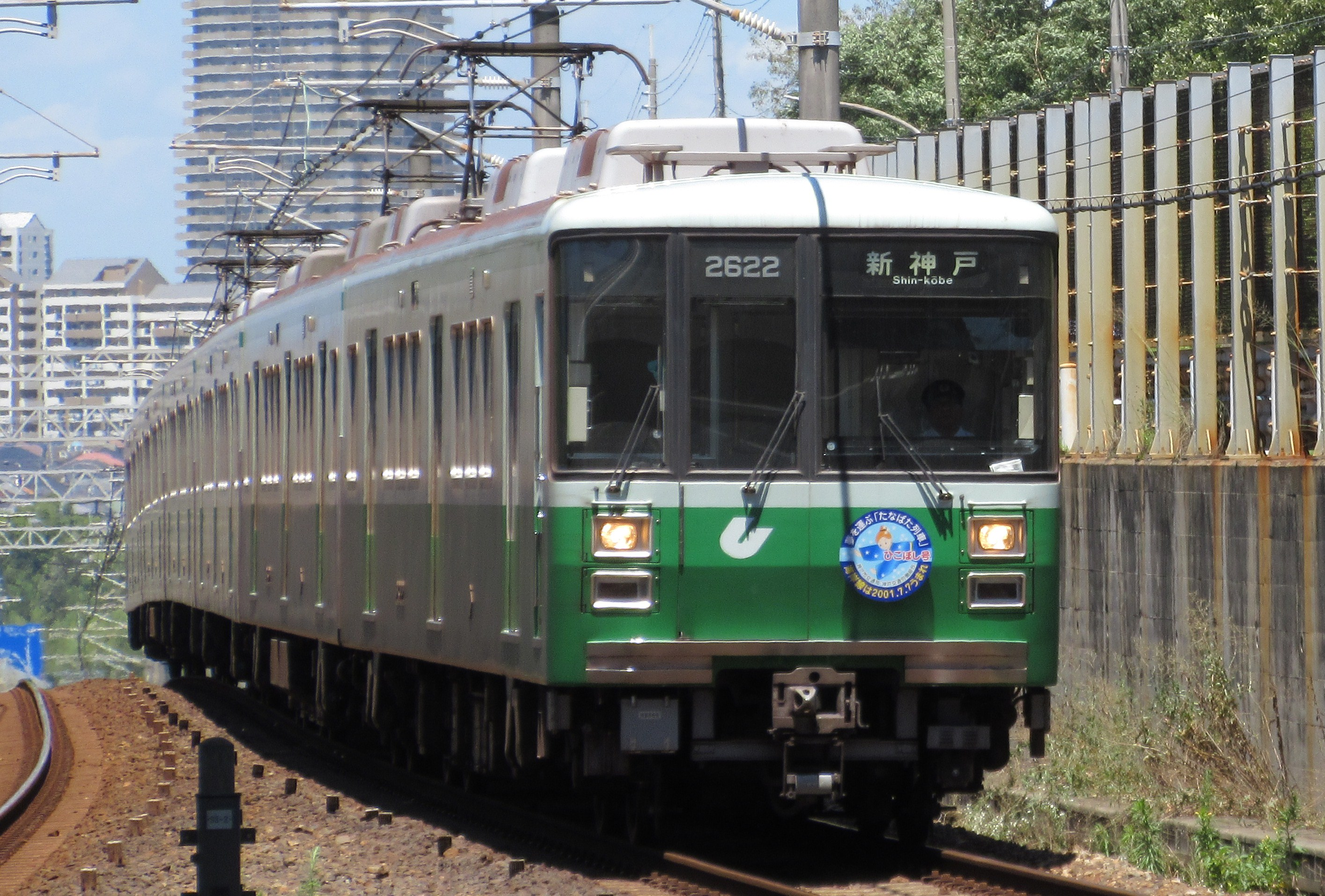
Serie 1000
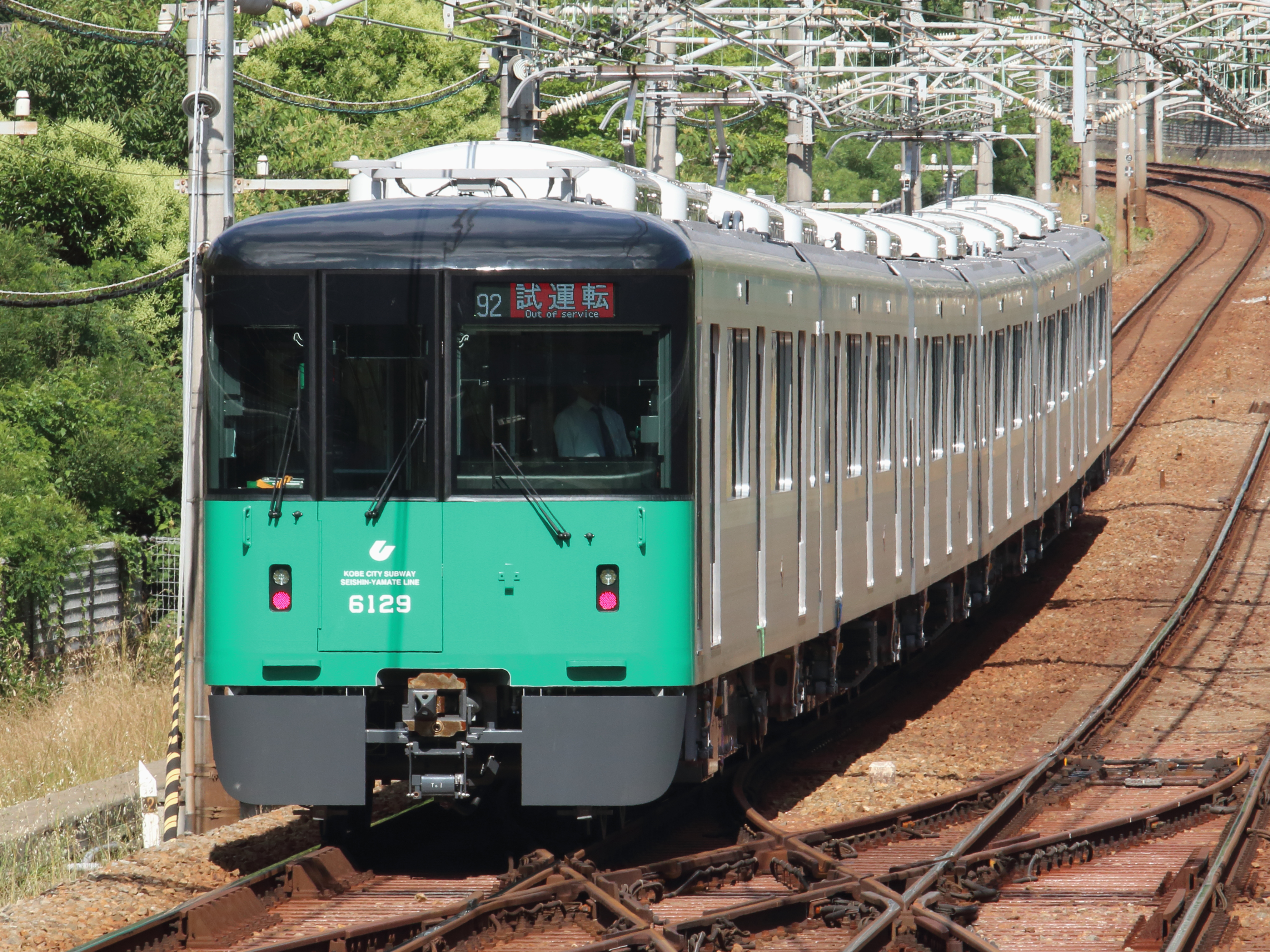
Serie 2000
- Serie 3000
- Serie 6000
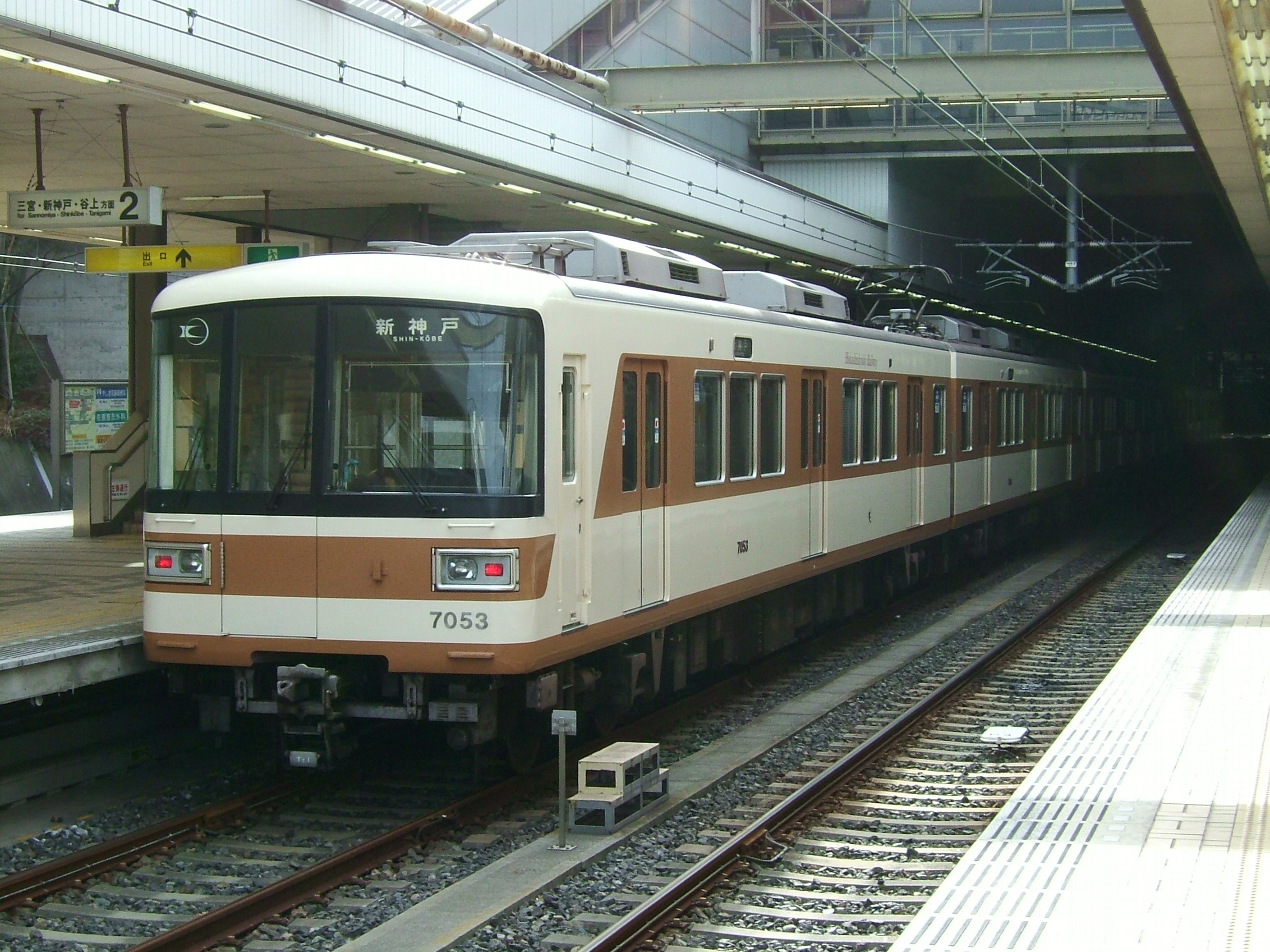
Hokushin Kyuko serie 7000

- Serie 2000
- Serie 6000
- Hokushin-Kyuko serie 7000